# Русско-Журавское сельское поселение
Русско-Журавское сельское поселение — муниципальное образование Верхнемамонского района Воронежской области России.
Административный центр — село Русская Журавка.

## География
Русско-Журавское сельское поселение расположено в северо-восточной части Верхнемамонского муниципального района. Территория поселения граничит: на севере и востоке с Калачеевским муниципальным районом; а также на севере с Мамоновским сельским поселением; на юге с Нижнемамонским и Приреченским сельскими поселениями; на западе с Лозовским сельским поселением Верхнемамонского муниципального района Воронежской области.
На территории сельского поселения расположен один населенный пункт — село Русская Журавка, которое является административным центром Русско-Журавского сельского поселения. Оно расположено на севере Верхнемамонского района в 27 км от районного центра — села Верхний Мамон.
Общая площадь территории поселения составляет 12023,83 га

## Население
| 2010  | 2012  | 2013  | 2014  | 2015  | 2016  | 2017  | 2018  | 2019  |
| ----- | ----- | ----- | ----- | ----- | ----- | ----- | ----- | ----- |
| 1779  | ↘1725 | ↘1670 | ↘1632 | ↘1561 | ↘1494 | ↘1449 | ↘1423 | ↘1390 |
| 2020  | 2021  |       |       |       |       |       |       |       |
| ↘1382 | ↗1472 |       |       |       |       |       |       |       |

## Административное деление
Состав поселения:
- село Русская Журавка.